# Son Altesse l'amour
Pour plus de détails, voir Fiche technique et Distribution.
Son Altesse l'amour est un film franço-allemand réalisé par Robert Péguy et Erich Schmidt sorti en 1931. 

## Synopsis
L'intrigue du film est un vaudeville dans lequel un fils de famille exerce un chantage sur les siens pour obtenir la direction de l'usine familiale ; faute de quoi, annonce-t-il, il épousera Annette, une barmaid. Dès qu'il a obtenu satisfaction, le jeune homme abandonne la jeune fille. Mais il ne tardera pas à prendre conscience de son erreur.

## Fiche technique
- Titre français : Son Altesse l'amour
- Réalisateur : Robert Péguy et Erich Schmidt
- Scénariste : Rudolph Bernauer, Henri Decoin (adaptation), Adolf Lantz et René Pujol (adaptation & dialogue)
- Direction artistique : Andrej Andrejew et Erich Kettelhut
- Photographie : Curt Courant
- Son : Walter Tjaden
- Musique : Walter Jurmann et Bronislau Kaper
- Co-production : Joe May
- Société(s) de production :  May-Film, Standard-Filmverleih
- Pays de production : France, Allemagne  République de Weimar
- Langue : français
- Format :  Noir et blanc - 1,33:1  - Son mono (RCA Recording)
- Genre : Comédie
- Durée : 91 minutes
- Date de sortie :	
  - France : 1er novembre 1931

## Distribution
- Roger Tréville : Fred Leroy, un jeune homme qui pour obtenir la direction de l'usine familiale menace les siens d'épouser une petite serveuse
- Annabella : Annette Weber, la petite serveuse qui l'aime
- André Lefaur : le baron Ducharme
- André Alerme : Jules Leroy
- Charles Prince : Ernest
- Marie-Laure : la grand-mère
- Gretl Theimer : Monique
- André Dubosc : Émile
- Andrée Berty
- Raymond Galle
- Henry Richard
- Robert Tourneur